# Eulalia quadrioculata
Eulalia quadrioculata är en ringmaskart som beskrevs av John Percy Moore 1906. Eulalia quadrioculata ingår i släktet Eulalia och familjen Phyllodocidae. Inga underarter finns listade i Catalogue of Life.